# Teliusa alutacea
Teliusa alutacea är en skalbaggsart som beskrevs av Thomas Casey 1906. Teliusa alutacea ingår i släktet Teliusa och familjen kortvingar. Inga underarter finns listade i Catalogue of Life.